# 今津孝次郎
今津 孝次郎（いまづ　こうじろう、1946年1月2日 - ）は、日本の教育社会学者、名古屋大学名誉教授、元愛知東邦大学教授。星槎大学大学院教育学研究科教授。専門は教育社会学、学校臨床社会学、発達社会学。

## 経歴
徳島県生まれ。京都大学教育学部卒、同大学院教育学研究科博士課程満期退学。京大助手、三重大学教育学部助教授、名古屋大学教育学部助教授、教育学研究科教授、1995年「変動社会の教師教育」で名大博士（教育学）。2013年定年退官、名誉教授、愛知東邦大学教授。

## 著書
- 『生涯教育の窓 大人への成長と成長する大人』第一法規出版 1987
- 『変動社会の教師教育』名古屋大学出版会 1996
  - 『新版 変動社会の教師』名古屋大学出版会 2017
- 『いじめ問題の発生・展開と今後の課題―25年を総括する』黎明書房 2005
  - 『増補 いじめ問題の発生・展開と今後の課題―25年を総括する』黎明書房 2007
- 『人生時間割の社会学』世界思想社 2008
- 『教員免許更新制を問う』岩波ブックレット 2009
- 『学校臨床社会学 教育問題の解明と解決のために』新曜社 ワードマップ 2012
- 『教師が育つ条件』岩波新書 2012
- 『学校と暴力』平凡社新書 2014
- 『いじめ・虐待・体罰をその一言で語らない―教育のことばを問い直す』新曜社 2019

### 共編・監修
- 『エスニシティの社会学 日本社会の民族的構成』中野秀一郎共編 世界思想社 1993
- 『教育言説をどう読むか 教育を語ることばのしくみとはたらき』樋田大二郎共編 新曜社 1997
- 『新しい教育の原理 変動する時代の人間・社会・文化』馬越徹、早川操共編 名古屋大学出版会 2005
- 『続・教育言説をどう読むか』樋田大二郎共編 新曜社 2010
- 『先生・保護者のためのケータイ・スマホ・ネット教育のすすめ「賢い管理者」となるために』監修・著 金城学院中学校高等学校編著 学事出版 2013
- 『中高生のためのケータイ・スマホハンドブック』監修 金城学院中学校高等学校編著 学事出版 2013
- 『小学校保健室から発信! 先生・保護者のためのスマホ読本』監修・著 金城学院中学校 高等学校編著 学事出版 2017

### 翻訳
- 『社会学的分析の歴史 1 社会学の成立 1 十八世紀における社会学思想』R.ビアステッド アカデミア出版会 1982

## 論文
- CiNii>今津孝次郎

## 注
1. ↑  『現代日本人名録』
2. ↑  『教師が育つ条件』『中高生のためのケータイ・スマホハンドブック』著者紹介